# Ephraim H. Foster
Ephraim H. Foster (Bardstown, 1794. szeptember 17. – Nashville, 1854. szeptember 6.) az Amerikai Egyesült Államok szenátora (Tennessee, 1838–1839 és 1843–1845).